# 뤼크 아발로
뤼크 캉니 아발로(프랑스어: Luc Kangny Abalo, 1984년 9월 6일~)는 프랑스의 핸드볼 선수로 포지션은 라이트윙이다. 현역 시절 프랑스 리그의 US 이브리, 파리 생제르맹, 스페인 리그의 시우다드 레알, 아틀레티코 마드리드, 노르웨이 리그의 엘베룸 혼발, 일본 리그의 지크스타 도쿄 소속으로 뛰었다. EHF 챔피언스리그 우승 1회, 프랑스 리그 8회, 스페인 리그 1회, 노르웨이 리그 1회 우승했다.
국제 대회에 프랑스를 대표하여 참가하였으며, 올림픽 우승 3회(2008, 2012, 2020), 세계 선수권 대회 4연패(2009, 2011, 2017), 유럽 선수권 대회 3회 우승(2006, 2010, 2014)을 달성했다. 

## 수훈
- 레지옹 도뇌르 오피시에급(2021년)
- 레지옹 도뇌르 슈발리에급(2021년 9월 8일)
- 국가공로훈장(2012년 12월 31일)